# Amos Thomas
Amos Thomas (Oklahoma City, 14 febbraio 1949 – 4 novembre 2005) è stato un cestista statunitense.

## Carriera
Selezionato al secondo giro del Draft NBA 1971 dai Buffalo Braves come 26ª scelta assoluta, non ha tuttavia mai giocato in NBA. È stato eletto All American negli anni di militanza a Southwestern Oklahoma State University. È considerato tra i più forti giocatori di sempre nella storia dell'Oklahoma.

## Palmarès
- NAIA All American Second Team (1971)